# Myles Jack
Myles David Jack (geboren am 3. September 1995 in Scottsdale, Arizona) ist ein US-amerikanischer American-Football-Spieler auf der Position des Linebackers. Er spielte College Football für die University of California, Los Angeles (UCLA) sowie in der National Football League (NFL) für die Jacksonville Jaguars und die Pittsburgh Steelers.

## College
Jack besuchte die Highschool in Bellevue, Washington. Dort spielte er Football als Runningback und als Linebacker. Darüber hinaus spielte er ein Jahr lang Basketball und war als Leichtathlet aktiv. Mit der 4-mal-100-Meter- und der 4-mal-400-Meter-Staffel gewann er 2013 die Staatsmeisterschaften in Washington.
Ab 2013 ging er auf die University of Washington, um College Football für die Washington Huskies zu spielen. Bereits als Freshman war Jack Stammspieler auf der Position des Linebackers. Nachdem sich mehrere Runningbacks der Bruins verletzt hatten, wurde er ab dem neunten Spieltag auch in der Offense als Runningback eingesetzt. Bei sechs Läufen erzielte er 120 Yards Raumgewinn und entschied das Spiel mit einem 66-Yard-Lauf zugunsten von UCLA. In der Woche darauf erlief er vier Touchdowns gegen Washington. Daher wurde er am folgenden Spieltag ausschließlich als Runningback eingesetzt, nachdem er in den beiden Partien zuvor sowohl in der Offense als auch in der Defense gespielt hatte. Da der Starter Jordon James bis zum nächsten Spiel von seiner Verletzung genesen war, wurde Jack im Saisonfinale und im Sun Bowl wieder überwiegend in der Defense eingesetzt. Er wurde sowohl als Offensive als auch als Defensive Freshman of the Year in der Pacific-12 Conference (Pac-12) ausgezeichnet. Auch als Sophomore wurde Jack gelegentlich als Runningback eingesetzt, er erlief 113 Yards bei 28 Laufversuchen und erzielte acht Touchdowns. Erfolgreicher war er in der Defense und er etablierte sich als einer der besten Linebacker im College-Football. Nach drei Spielen der Saison 2015 zog sich Jack einen Meniskusriss zu, der seine Saison und auch seine College-Karriere vorzeitig beendete. Er entschloss sich dazu, sich für den NFL Draft 2016 anzumelden.

## NFL
Jack wurde im NFL Draft 2016 in der 2. Runde an 36. Stelle von den Jacksonville Jaguars ausgewählt. Als Rookie spielte er keine große Rolle, da er sich Einsatzzeit mit Dan Skuta teilte.
In seiner zweiten NFL-Saison war er Stammspieler auf der Position des Strongside Linebackers. Er erzielte in der Regular Season 90 Tackles, verteidigte drei Pässe, erzwang einen Fumble und konnte zwei Sacks erzielen. Die Jaguars stellten in dieser Saison eine der besten Defenses der Liga, die oft mit dem Spitznamen „Sacksonville“ bezeichnet wurde. Das Team schaffte es bis ins AFC Championship Game und stand kurz vor der ersten Super-Bowl-Teilnahme, musste sich allerdings in einem knappen Spiel den New England Patriots geschlagen geben. Dabei eroberte Jack im vierten Viertel einen Fumble von Dion Lewis und trug den Ball bis in die Endzone, allerdings wurde der Spielzug zuvor abgepfiffen, weil die Referees Jack als down by contact gesehen hatten. Die Entscheidung der Schiedsrichter galt als Fehlentscheidung und wurde viel diskutiert, da der Defensivtouchdown von Jack die Führung der Jaguars auf 27:10 erhöht hätte und damit möglicherweise für eine Vorentscheidung zugunsten von Jacksonville gesorgt hätte. Zwar erhielten die Jaguars dennoch den Ball, mussten den Ballbesitz allerdings nach einem three and out schnell wieder abgeben. Die Patriots konnten das Spiel in der Folge drehen und gewannen mit 24:20.
Im Jahr darauf konnte Jacksonville seine starke Defensivleistung aus der Vorsaison nicht aufrechterhalten, das Team verpasste die Play-offs. Für Jack verlief die Saison jedoch individuell erfolgreicher, mit 107 Tackles, zweieinhalb Sacks, einem erzwungenen Fumble und einer Interception spielte er seine bis dahin produktivste Saison. Daher verlängerten die Jaguars im August 2019 den Vertrag mit ihm für 57 Millionen Dollar um vier Jahre bis 2023.
Wegen einer Knieverletzung verpasste Jack 2019 die letzten fünf Spiele der Saison. Nach der Saison 2021 wurde er am 15. März 2022 von den Jaguars entlassen.
Nach seiner Entlassung in Jacksonville unterschrieb Jack einen Zweijahresvertrag bei den Pittsburgh Steelers. Infolge der Verpflichtung von Cole Holcomb wurde er nach einem Jahr im März 2023 wieder entlassen.
Am 6. August 2023 gaben die Philadelphia Eagles bekannt, Jack mit einem Einjahresvertrag ausgestattet zu haben, Zwei Wochen später entschloss Jack sich jedoch vor Saisonbeginn, seine Karriere als Profi zu beenden. Diese Entscheidung widerrief er drei Monate später und schloss sich am 20. November 2023 dem Practice Squad der Pittsburgh Steelers an. Infolge von Verletzungen in der Defense der Steelers kam er in den letzten drei Spielen der Regular Season sowie bei der Play-off-Niederlage gegen die Buffalo Bills zum Einsatz. Mit dem Saisonende lief Jacks Vertrag aus.
Im Oktober 2023 wurde Jack zusammen mit seiner Mutter Besitzer des Eishockeyfranchises Allen Americans, womit er erster schwarzer Mehrheitseigentümer eines Teams in der ECHL wurde.

### NFL-Statistiken
| Saison                             | Saison | Spiele | Spiele      | Tackles | Tackles | Tackles | Tackles | Interceptions | Interceptions | Interceptions | Interceptions | Interceptions | Fumbles | Fumbles | Fumbles |
| Jahr                               | Team   | Spiele | als Starter | Gesamt  | Solo    | Ast     | Sacks   | PD            | INT           | Yds           | Lng           | TD            | FF      | FR      | TD      |
| ---------------------------------- | ------ | ------ | ----------- | ------- | ------- | ------- | ------- | ------------- | ------------- | ------------- | ------------- | ------------- | ------- | ------- | ------- |
| 2016                               | JAX    | 16     | 10          | 24      | 18      | 6       | 0,5     | 2             | 0             | 0             | 0             | 0             | 0       | 0       | 0       |
| 2017                               | JAX    | 16     | 16          | 90      | 66      | 24      | 2,0     | 3             | 0             | 0             | 0             | 0             | 0       | 1       | 1       |
| 2018                               | JAX    | 16     | 16          | 107     | 75      | 32      | 2,5     | 1             | 1             | 32            | 32            | 1             | 1       | 1       | 0       |
| 2019                               | JAX    | 11     | 11          | 66      | 42      | 24      | 0,5     | 4             | 1             | 14            | 14            | 0             | 0       | 0       | 0       |
| 2020                               | JAX    | 14     | 14          | 118     | 72      | 46      | 1,0     | 5             | 1             | 0             | 0             | 0             | 1       | 2       | 0       |
| 2021                               | JAX    | 15     | 15          | 108     | 62      | 46      | 0,0     | 0             | 0             | 0             | 0             | 0             | 0       | 0       | 0       |
| 2022                               | PIT    | 15     | 13          | 104     | 61      | 43      | 0,0     | 3             | 0             | 0             | 0             | 0             | 0       | 0       | 0       |
| 2023                               | PIT    | 3      | 1           | 17      | 12      | 5       | 1,0     | 0             | 0             | 0             | 0             | 0             | 0       | 0       | 0       |
| Gesamt                             | Gesamt | 106    | 96          | 634     | 408     | 226     | 7,5     | 18            | 3             | 46            | 38            | 1             | 2       | 4       | 1       |
| Quelle: pro-football-reference.com |        |        |             |         |         |         |         |               |               |               |               |               |         |         |         |

## Persönliches
Zwei Cousins von Jack sind ebenfalls Footballspieler. La’Mical Perine und Samaje Perine spielen beide als Runningbacks in der NFL.